# Protambulyx astygonus
Protambulyx astygonus là một loài bướm đêm thuộc họ Sphingidae. Loài này có ở Bolivia, Paraguay và Brasil.

## Sự miêu tả

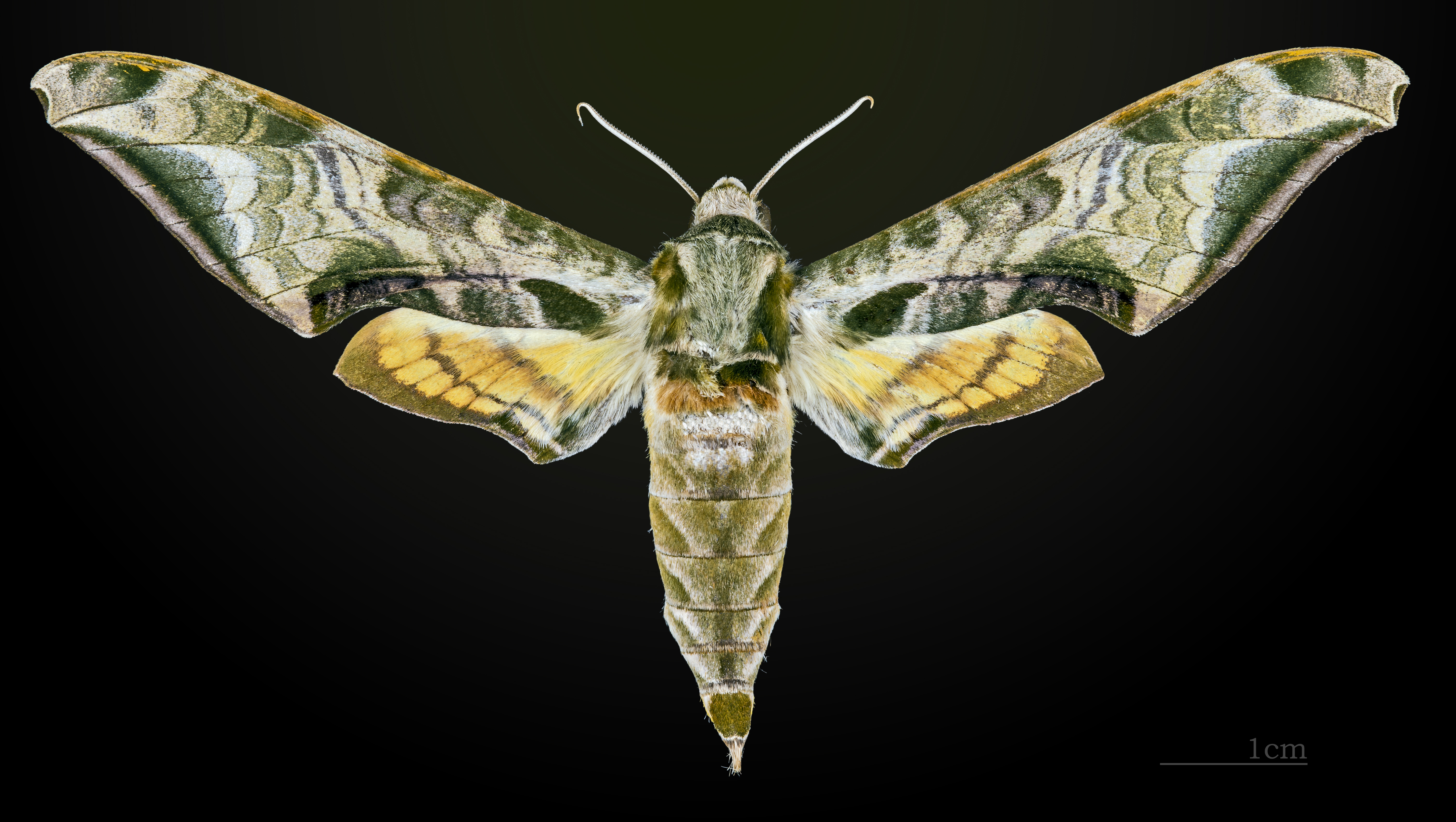
♂
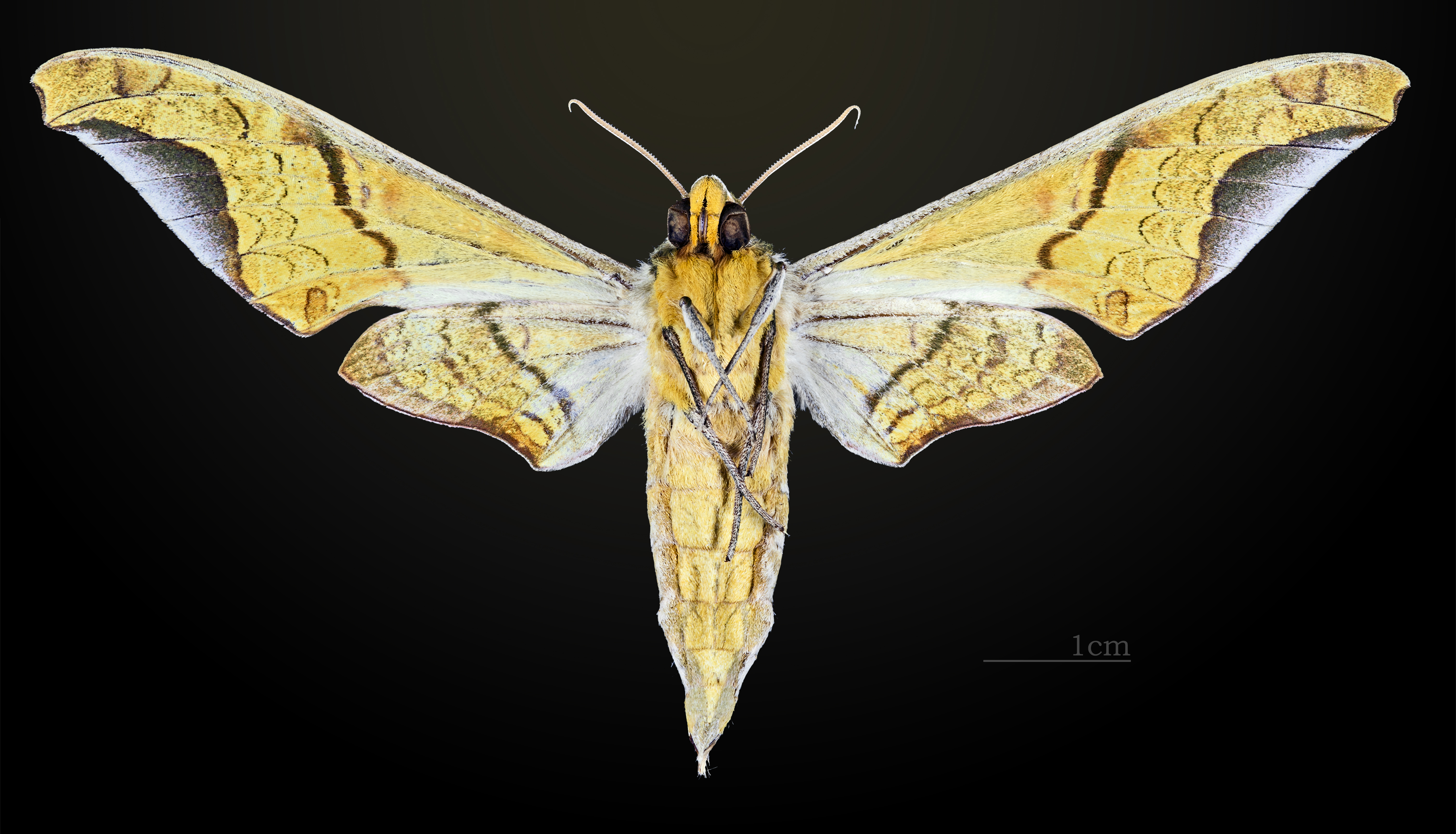
♂ △
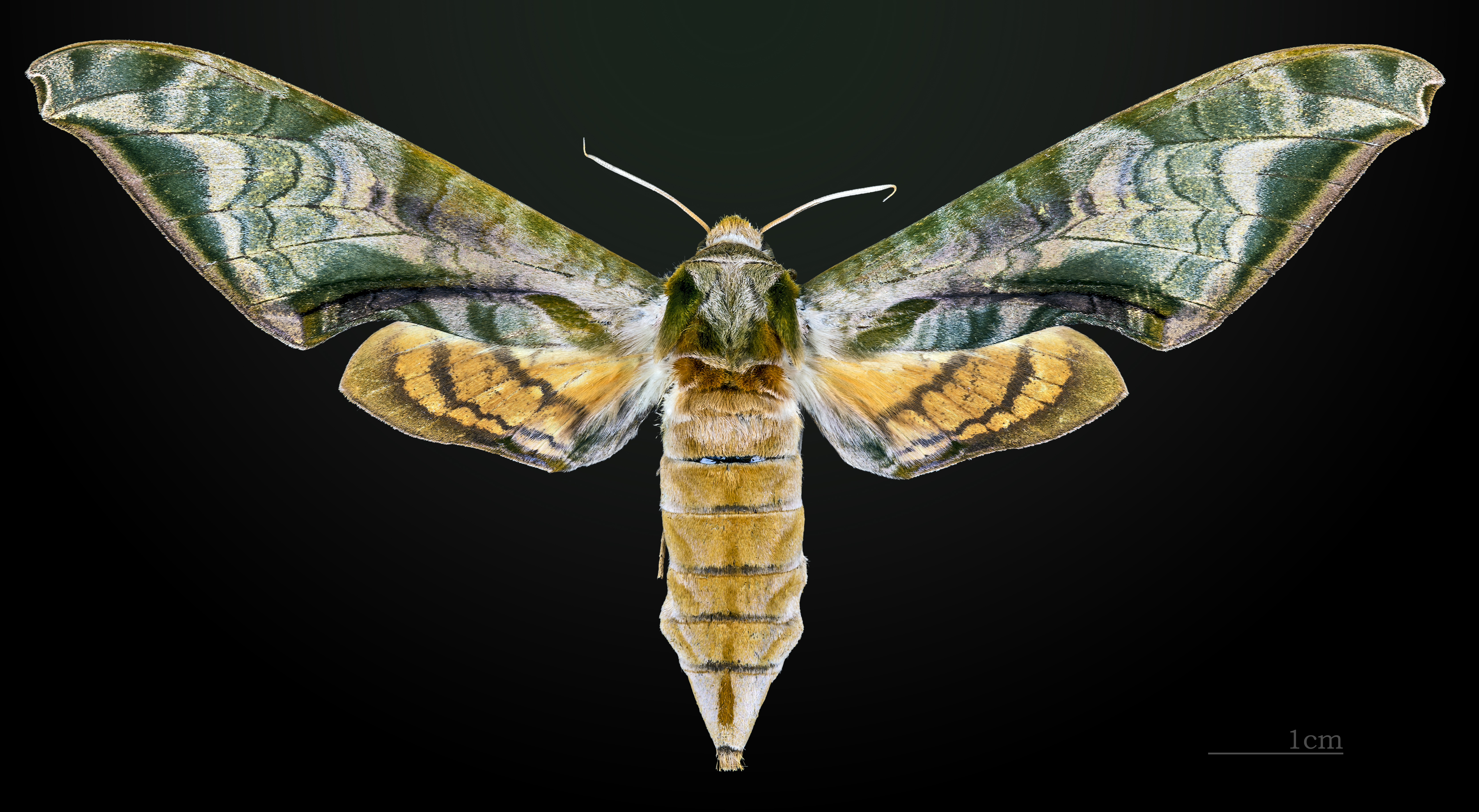
♀
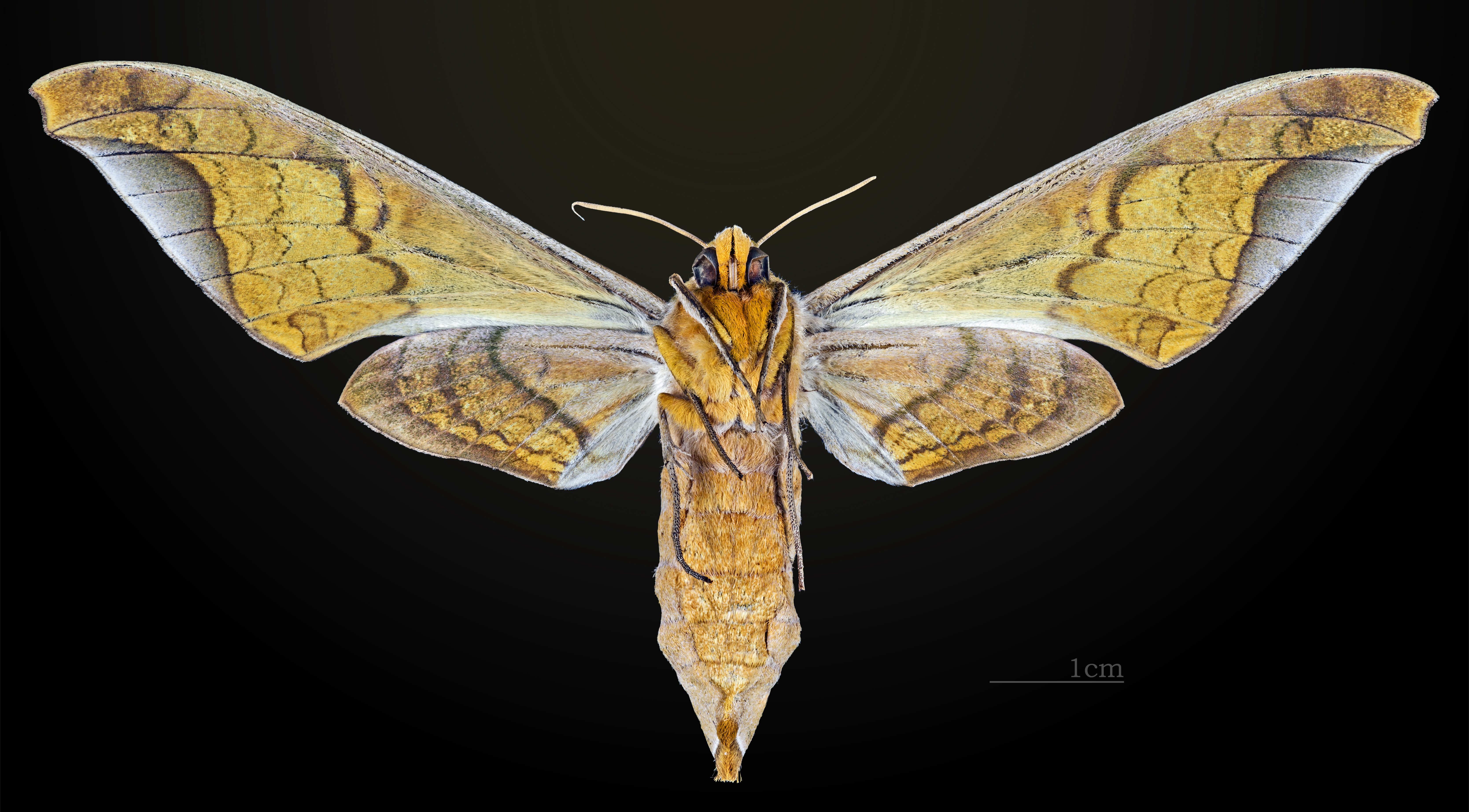
♀ △

Sải cánh khoảng 100 mm. Nó gần giống loài Protambulyx goeldii.

## Sinh học
Cá thể trưởng thành mọc cánh vào tháng 10 ở Bolivia. 
Tại Paraguay, cá thể trưởng thành được ghi nhận vào tháng 6. 
Có thể có ít nhất hai thế hệ mỗi năm.